# Дудин, Сергей Яковлевич
Сергей Яковлевич Ду́дин (1908 — ?) — советский селекционер.

## Биография
Доктор сельскохозяйственных наук (1966), профессор (1968).
Заслуженный животновод, разработал методики улучшения крупного рогатого скота, выдающийся ученый. Окончил Саратовский СХИ (1930). В 1935—1938 годах руководил заводом племенного скота «Анкаты», где выращивал селекционных коров на основе ввоза племенного скота из-за рубежа (Англия, Шотландия, Индия, Канада, Монголия).
Автор многих научных трудов.

## Награды и премии
- Сталинская премия первой степени (1951) — за выведение новой породы крупного рогатого скота «Казахская белоголовая».